# Life Is but a Dream…
| Оценки критиков | Оценки критиков |
| Источник        | Оценка          |
| --------------- | --------------- |
| Blabbermouth    | 8.5/10          |
| Classic Rock    | [ 7 ]           |
| Kerrang!        | 4/5             |
| Metal Hammer    | 5.5/7           |
| Metal.de        | 5/10            |
| Powermetal.de   | 7.5/10          |
| Revolver        | без оценки      |
| Rock Hard       | 7/10            |
| Sputnikmusic    | 4.5/5           |

Life Is but a Dream… — восьмой студийный альбом американской метал-группы Avenged Sevenfold, выпущенный 2 июня 2023 года на лейбле Warner Records.

## Создание
Создание и запись Life Is but a Dream… начались в 2018 году и продолжались до 2022 года. Большая часть альбома была написана к концу 2020 года, хотя пандемия COVID-19 продлила стадию записи альбома, в первую очередь из-за ограничений в путешествиях во время пандемии. Группа также выразила недовольство идеей выпуска альбома без возможности организовать турне в его поддержку. По мнению вокалиста Avenged Sevenfold М. Шэдоуса, в феврале 2021 года альбом был готов на 70 процентов, при этом оставались такие элементы, как сведение и запись оркестровых частей. Запись оркестровых частей была завершена в феврале 2022 года, и барабанщик Брукс Вакерман сообщил в социальных сетях, что альбом готов на 90 процентов. Энди Уоллес, давний звукоинженер группы, закончил сведение Life Is but a Dream… в сентябре 2022 года, а Вакерман заявил, что альбом будет готов к выпуску в 2023 году. Альбом был вдохновлен творчеством и философией Альбера Камю.

## Продвижение и выход
Avenged Sevenfold начали продвижение нового материала в феврале 2023 года с онлайн-квеста, которая началась с якобы взлома их учётных записей в социальных сетях, утверждающих, что некоторые предстоящие выступления на музыкальных фестивалях были отменены. Квест был сосредоточен вокруг пользователя Reddit по имени «Libad5343», подозреваемого во взломе учётных записей группы в социальных сетях и их блога, в котором были статьи, написанные с помощью ChatGPT, и изображения, созданные DALL-E. В конце концов, одна из подсказок содержала координаты, ведущие к The Ritz, музыкальному залу в Сан-Хосе, на вывеске которого было написано «Libad5343 Presents Nobody» со скрытой фразой, предписывающей людям встретиться в этом месте в полночь 6 марта 2023. После завершения квеста фанаты были вознаграждены эксклюзивным видео на YouTube, в котором обратный отсчёт был установлен на 8:00 14 марта. Вскоре после этого группа подтвердила легитимность видео с обратным отсчётом. Главный сингл «Nobody» был выпущен 14 марта в сопровождении музыкального видео с покадровой анимацией, снятого Крисом Хоупвеллом. В тот же день группа также раскрыла подробности о Life Is but a Dream…, включая дату выпуска и обложку, разработанную Уэсом Лэнгом.
Life Is but a Dream… был выпущен 2 июня 2023 года на лейбле Warner Records как в цифровом, так и в физическом форматах. Это первый студийный альбом Avenged Sevenfold, выпущенный на Warner после Hail to the King (2013), поскольку они выпустили The Stage (2016) на Capitol Records из-за судебного разбирательства с Warner Music. Life Is but a Dream… включает 11 различных цветовых вариаций для своего винилового релиза, большинство из которых являются эксклюзивными для соответствующей торговой площадки.

## Список композиций
| №                   | Название               | Длительность |
| ------------------- | ---------------------- | ------------ |
| 1.                  | «Game Over»            | 3:46         |
| 2.                  | «Mattel»               | 5:30         |
| 3.                  | «Nobody»               | 5:53         |
| 4.                  | «We Love You»          | 6:15         |
| 5.                  | «Cosmic»               | 7:31         |
| 6.                  | «Beautiful Morning»    | 6:32         |
| 7.                  | «Easier»               | 3:37         |
| 8.                  | «G»                    | 3:37         |
| 9.                  | «(O)rdinary»           | 2:52         |
| 10.                 | «(D)eath»              | 3:19         |
| 11.                 | «Life Is but a Dream…» | 4:29         |
| Общая длительность: | Общая длительность:    | 53:21        |

## Участники записи
Avenged Sevenfold
- М. Шэдоус — вокал
- Синистер Гейтс — соло-гитара, бэк-вокал
- Заки Вэндженс — ритм-гитара, бэк-вокал
- Джонни Крайст — бас-гитара, бэк-вокал
- Брукс Вакерман — ударные

Производственный персонал
- Джо Барреси — продюсирование
- Энди Уоллес — сведение
- Уэс Лэнг — обложка